# Der Gelehrte

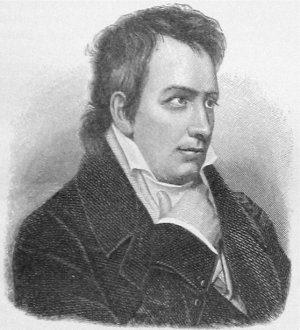
Ludwig Tieck
(1773–1853)

Der Gelehrte ist eine Novelle von Ludwig Tieck, die 1827 in Leipzig erschien.
Ein vermögender, weltabgewandter Gymnasialprofessor, der nur für seine Wissenschaft lebt, findet doch noch die passende Frau.

## Inhalt
Der Herr Rat bewohnt mit seiner Gattin und den drei heiratsfähigen Töchtern Antoinette, Jenny und Helena die „untern Zimmer“ seines „stillen Hauses“. In den oberen Etagen hat sich der die Ruhe über alles liebende Professor, „Direktor des Gymnasii“, eingemietet. Der Professor, ein Kenner des Lateinischen, ist gerade verreist. So wagt sich Helena, die jüngste Tochter des Rats, hinauf. Von der freundlichen Haushälterin – der „bejahrten“ Gertrud – eingelassen, darf Helena die Bibliothek des Professors „in dem großen Saale und drei anstoßenden Zimmern“ bestaunen. Diese Sammlung ist mit den „heidnischen Klassikern“ und auch mit wissenschaftlichen Werken aus der Feder des Professors angefüllt. Im Gegensatz zu ihren vergnügungssüchtigen, flatterhaften Schwestern liebt die stille, bescheidene, fleißige Helena die Zurückgezogenheit; hat „Freude an guten Büchern“. Als „Andenken“ stibizt Lenchen, wie Helena noch genannt wird, ein loses Oktavblatt und „steckt es in den Busen“.
Der Professor kommt mit seinem Jugendfreund und Vertrauten, dem Doktor, zurück. Der alte Diener Werner empfängt die beiden. Natürlich erkundigt sich der Professor bei Gertrud bald nach dem fehlenden Oktavblatt mit der „Emendation einer Stelle des Quintilian“. Die Haushälterin verrät Lenchen nicht. Der Professor hat eigentlich andere Sorgen. Den jungen Lehrer Adrian muss er wegen Unfähigkeit aus dem Lehrkörper des Gymnasiums entfernen. Doch großzügig ermöglicht der Professor dem jungen Luftikus für drei Jahre die Qualifikation zum Lehrberuf. Geld besitzt der Professor, aber er achtet es wenig. Vielmehr braucht er seine Ruhe. Die wissenschaftlichen Studien erfordern Zeit und nochmals Zeit. Die Hypochondrie des Gelehrten verschlimmert sich. Der Doktor, sein Freund, weiß als Arzt eine Arznei: Der Professor soll endlich heiraten. Ein Erbe für das Geld, das Wissen und die Bücher muss her. Zur Überraschung des Doktors geht der Professor auf den Vorschlag ein – unter einer Bedingung: Der Doktor muss die rechte Frau aussuchen und die gewünschte Ehe anbahnen. Gesagt, getan. Der Doktor wählt Antoinette aus und bereitet den Verlobungstermin vor.
Helena ist tief gekränkt, als sie die Neuigkeit erfährt und merkt, dass sie den Professor im Grunde liebt. Doch das „artige, anmutige“ Mädchen fügt sich. Es möchte dem künftigen Paar „zur Seite stehen“, möchte helfen. Werner und Gertrud sind entsetzt. Mit einem Schlag ist ihre kleine Welt ist aus den Fugen geraten. In einer Kurzschlussreaktion erbitten sie von ihrem Dienstherrn, dem Professor, die Erlaubnis zur Heirat. Auf seine alten Tage will das Paar mindestens einen Schreihals in die Welt setzen. Der Professor erlaubt die Heirat und kauft für seine künftige Braut Antoinette kostbaren Schmuck. Der Doktor versorgt den Professor für die anstehende Verlobung mit Details. Im Haushalt des Rats müssen die drei Töchter reihum die Küchenarbeit machen. Zum Verlobungstag wird Antoinette mit dem Küchendienst an der Reihe sein. Der Professor könnte seine zukünftige Frau also nach dem Kalkül des gut informierten Freundes höchstwahrscheinlich allein in der Küche antreffen.
Beklommen steigt der Gelehrte an dem besagten Tage die Treppe hinab. Seit über 15 Jahren wohnt „der sonderbare Mann“ in dem Hause zur Miete und hat bei aller Studiererei nicht einmal die Familie des Rats kennengelernt. So betritt er ängstlich die Küche, streift der verdutzten Helena – die ihre Schwester Antoinette wieder einmal am Herd vertritt – den Verlobungsring über den Finger und drückt dem jungen Mädchen, plötzlich mutig geworden, den Verlobungskuss auf den zarten Mund. Die Eltern, besonders die Mutter, beharren auf der unverzüglichen Korrektur des „falschen“ Verlöbnisses. Aber der Professor lässt sich nicht umstimmen: Gott hat es so gefügt. Und Lenchen ist die rechte Frau für ihn. Als „Schmerzensgeld“ schenkt er Antoinette den sehr wertvollen Schmuck. Die raffinierte Beschenkte ist heilfroh, dass der „grämliche Narr“ die Schwester – das Lenchen, dieses Dummerchen – heiratet.
Drei Jahre nach den oben skizzierten Ereignissen haben Werner und Gertrud immer noch keinen Schreihals, aber der Professor und Lenchen feiern die Taufe ihres ersten Kindes, eines Knaben. Auch sonst waren der Professor und Lenchen nicht faul. Der Gelehrte hat seine gelehrige Gattin so weit gebildet, dass sie neben dem Stillen des Kindes „die Korrekturen“ seines „neuesten lateinischen Werkes“ besorgen kann. Auch Adrian hat seinen Lernauftrag ernst genommen. Der Professor zieht sich vom Gymnasium in seine Privatbibliothek zurück und überlässt dem nun endlich strebsamen Adrian die Ausbildung der Schuljugend in der lateinischen Sprache. Antoinette, ebenfalls vernünftig geworden, wird Adrians Frau.

## Rezeption
- Kategorisierung: Von 1819 bis 1842 wohnte der Berliner Tieck in Dresden[2]. In seinem Kapitel „Dresdner Novellistik“ ordnet Gebhardt das Werk unter „Bürgernovellen“ ein[3].
- Minor nennt die Novelle „eine höchst anmutige und reizende Schilderung des Professorentums“[4].
- Märchenhaft: Zwar ruft Gebhardt „Eine bravouröse Leistung!“ aus und meint die treffsichere Charakterzeichnung auf engstem Raum, doch er legt gleichzeitig den Finger auf eine offen liegende Wunde: Eigentlich ist die Novelle eine Aschenbrödel-Geschichte[5].